# زونالنویه (سرزمین آلتای)
زونالنویه (به لاتین: Zonalnoye) یک منطقهٔ مسکونی در روسیه است که در سرزمین آلتای واقع شده‌است.